# SS 라치오
소치에타 스포르티바 라치오(Società Sportiva Lazio S.p.A.)는 줄여서 라치오라고도 불리며 로마를 연고로 하는 잘 알려진 이탈리아의 축구클럽이다. 1900년에 설립됐으며 클럽 역사 대부분을 이탈리아 1부리그와 세리에 A에서 보냈다. 라치오는 이탈리아 챔피언 두 차례, 코파 이탈리아 여섯 차례, 수페르코파 이탈리아나 다섯 차례 그리고 UEFA 컵위너스컵과 UEFA 슈퍼컵을 한 차례 우승했다.
라치오는 정규 컵 대회에서 우승하며 첫 우승을 했고 1974년에 라치오는 첫 세리에 A 우승을 했다. 지난 15년간은 1999년에 UEFA 컵위너스컵과 UEFA 슈퍼컵을 우승, 2000년에 세리에 A 우승, 몇번의 정규 컵대회 우승과 1998년에 첫 UEFA컵 결승전에 진출하며 라치오의 역사에서 가장 성공한 시기였다.
라치오의 전통적인 유니폼은 하늘색 상의와 하얀색 하의와 하얀색 양말이다. 라치오의 홈경기장은 AS 로마와 함께 사용하는 수용인원 72,689명의 올림피코 경기장이다. 라치오는 AS 로마와 오랜 기간 동안 라이벌이며 1929년 이래로 그들간의 경기를 데르비 델라 카피탈레라고 하며 '수도 더비' 또는 로마 더비라는 뜻이다.
라치오는 전 세계에 등록된 어떠한 스포츠 클럽들보다 많은 40번의 징계를 받은 클럽이기도 하다.

## 역사

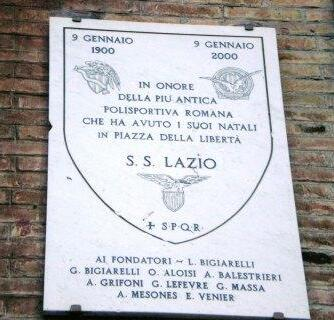
피아자 델라 리베르타에 있는 라치오의 창단 기념 명판

소시에타 포디스티카 라치오(Societá Podistica Lazio)는 1900년 1월 9일에 로마의 프라티 지구에서 창단됐다. 라치오는 공식적으로 1910년에 축구부를 만들었고 이탈리아 축구 협회가 이탈리아 중부 지역과 남부 지역을 조직하기 시작한 1912년 리그에 참가했고, 내셔널 챔피언쉽 플레이오프 3차례나 결승전에 진출했지만 1913년 프로 베르첼리, 1914년 카살레, 1923년에 제노아 1893에 패하며 우승한 적은 없다.
1927년, 라치오는 파시스트 정권의 강제로 AS 로마의 합병과 결성을 거부한 로마의 유일한 메이저 클럽이었습니다.
클럽은 처음으로 세리에 A가 조직된 1929년에 참여했고, 1937년에 전설적인 이탈리아의 스트라이커 실비오 피올라에 의해 전쟁 발발전 최고 성적인 2위를 기록했다.
1950년대에 보다 높은 리그 순위를 냈고 1958년에 이탈리아 컵을 우승했다. 라치오는 1961년에 처음으로 세리에 B로 강등이 됐지만, 2년후에 1부 리그로 돌아왔다. 중위권에서 몇번을 보낸후 1970-71 시즌 다음에 또다른 강등이 됐다. 1972-73 시즌에 세리에 A로 돌아왔고, 라치오는 즉시 유벤투스와 밀란과 스쿠테토의 놀라운 경쟁자로 부상하였고 시즌 마지막날 경기에 스쿠테토를 놓쳤다. 그당시의 팀 구성은 주장 주세페 윌손, 미드필더 루차노 레 체초니와 마리오 프루스탈루피, 공격수 조르조 치나글리아, 감독에는 톰마소 마에스텔리다. 라치오는 다음 시즌에 더욱 좋은 성적을 내며 1973-74 시즌에 첫 리그 타이틀을 차지했다. 하지만 루차노 레 체초니와 톰마소 마에스텔리의 비극적인 죽음과 치나글리아가 떠났다. 이 기간 동안에 브루노 조르다노의 출현으로 1979년 리그 최다득점자를 배출했으며 리그를 8위로 마감했다.
라치오는 AC밀란과 경기에서 불법 베팅 스캔들과 연루되어 1980년에 세리에 B로 강등됐다. 그들은 2부 리그에서 3 시즌을 보냈으며 라치오 역사에서 이 기간을 가장 암울했던 시기로 불린다. 그들은 1983년에 강등에서 벗어났다. 1984-85 시즌에 겨우 15점을 얻는데 그쳤고 하위권으로 마쳤다.
1986년에 라치오는 클라우디오 비나차니가 포함된 도박 스캔들로 승점 9점(당시에는 승리시에 승점 2점이 주어졌으므로 치명적인 징계다.)이 깍였다. 그 시즌 세리에 B에서 힘겨운 경쟁을 했고, 에우제니오 파스체티의 지휘하에 플레이오프전에서 타란토와 캄포바소를 이기고 새리에 C로 강등을 벗어났다. 1988년에 세리에 A로 돌아온것과 잔마르코 탈리에리의 재정 관리하에 놓이며 상위권으로서 클럽의 위치를 단단히한 이때를 클럽의 역사에서 변환점이라고 한다.
1922년에 세르조 크라뇨티가 오고나서, 오랜기간에 새 선수들에게 투자를 하여 스쿠테토 경쟁자로 만듬으로서 클럽의 역사가 바뀌게 됐다. 크라뇨티는 거물급 선수들이던 후안 세바스티안 베론을 1800만 유로, 크리스티안 비에리를 1900만 유로에 영입하며 반복적으로 클럽의 이적 기록을 깻고 , 파르마에게 3500만 유로를 지불하고 에르난 크레스포를 영입하며 비록 일주일뿐이긴 하더라도 세계 이적 기록을 깻다.
라치오는 시니샤 미하일로비치와 알레산드로 네스타, 마르셀로 살라스 그리고 파벨 네드베드 같은 선수들과 1995년에 준우승, 1996년에 3위, 1997년에 4위, 1999년에는 리그 마지막 날에 1점 차이로 밀란에게 우승을 놓치고, 마침내 스벤예란 에릭손 감독과 함께 2000년에 두 번째 스쿠테토와 코파 이탈리아를 우승하며 인상적이고 드문 더블을 했다(이탈리아에서는 드물다).

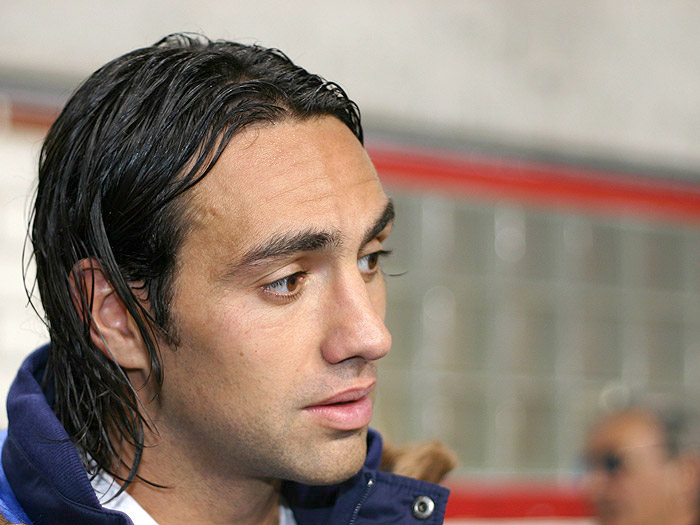
지역 출신 선수이자 1999-2002년간 라치오의 주장이였던 알레산드로 네스타

라치오는 1998년과 2004년에 코파 이탈리아 두 차례를 우승했으며 1999년에 열린 마지막 UEFA 컵위너스컵을 우승했다. 그들은 UEFA컵에도 참가했으나 인테르나치오날레에게 0-3으로 패했다.
추가로, 라치오는 수페르코파 이탈리아나를 두 차례 우승했고 1999년에 맨체스터 유나이티드를 이기고 유러피언 슈퍼컵을 우승했다.
2000년에 라치오는 피아자 아파리(Piazza Affari) 주식시장에 상장을 한 첫 이탈리아의 축구 클럽이 됐다
하지만, 자금이 떨어져가면서 라치오의 결과도 점점 악화됐다. 2002년 무려 6000만 유로에 당대 최고의 미드필더 중 한명이었던 가이즈카 멘디에타를 영입했지만,거의 활약이 없었던 것을 비롯해,크라뇨티가 포함된 재정 스캔들과 그의 음식물 가공 다국적기업 치리오는 그가 클럽을 떠나게 압력을 가했고 라치오는 2004년까지 재정 매니저들과 은행에 의해 관리를 받았다. 이런 조치는 클럽이 그들의 스타 플레이어들을 팔게하였고 심지어 팬들이 가장 좋아하던 주장 알레산드로 네스타도 마찬가지였다. 2004년 사업가 클라우디오 로티토가 클럽의 다수 소유권을 획득했다.
2006년 클럽은 델리오 로시 감독하에 2006-07 UEFA컵 출전권을 얻어냈다. 하지만 클럽은 축구 스캔들로 유럽대회로부터 제외됐다.
2006-07 시즌, 뒤늦은 승점 감점을 당했지만 라치오는 3위로 시즌을 마감했고 UEFA 챔피언스리그 출전권을 따냈다. 그들은 챔피언스리그 플레이오프에서 디나모 부쿠레슈티를 이겼고 조별예선전에 진출했지만 베르더 브레멘, 올림피아코스, 레알 마드리드가 포함된 조별예선에서 4위로 마감했다. 리그에서는 시즌 대부분을 중하위권에서 보냈고, 팬들의 항의가 잇따랐고 마침내 리그에서 12위로 시즌을 마감했다.

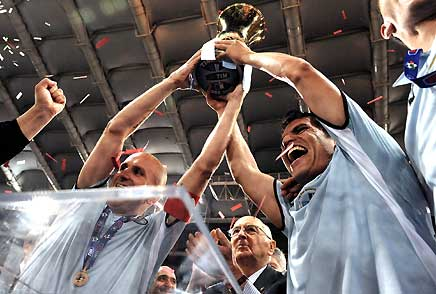
2009년 코파 이탈리아를 우승한 라치오

하지만 2008-09 시즌에 클럽은 결승전에서 삼프도리아를 이기며 그들의 다섯 번째 코파 이탈리아 우승컵을 들었다. 또한 다음 시즌인 2009-10 시즌 베이징에서 열린 수페르코파 이탈리아나에서 라치오는 인테르를 상대로 마투잘렘과 로키의 골로 2-1 승리를 거뒀다.

## 로고, 배지, 별명
라치오의 하얀색과 하늘색은 그리스의 국장에서 영감을 받은 것이다.
본래의 라치오 상의는 하얀색과 하늘색이 4분의 1씩 나뉘고, 검은색 하의와 검은색 양말이였다. 매우 초기에 민무늬 하얀색을 셔츠를 잠시 입은 후에 오늘날에 입는 셔츠로 바꾸었다.
일부 시즌에 라치오는 줄무늬가 있는 하얀색, 하늘색 상의 셔츠를 사용했고, 그것은 보통 하늘색에 하얀색 테두리가 된 상의와 하얀색 하의와 하얀색 양말로 되어 있다. 클럽의 색 때문에 이탈리아어 별명인 비안코첼레스티(Biancocelsti)라고 불린다.
라치오의 전통적인 클럽 배지와 상징물은 라치오의 창설자인 루이지 비자렐리가 선정한 독수리다. 독수리는 아퀼라라고 보통 알려져 있는 그리스 신화의 천둥과 번개의 신인 제우스의 상징이다. 라치오의 엠블럼으로 인해 두 가지 별명 '레 아퀼레(독수리, le Aquile)와 아퀼레스(젊은 독수리, Aquiles)가 있다. 최근 클럽 문양은 파란색 테두리로 된 하얀색 방패 위에 있는 황금 독수리다. 그 방패 안쪽에는 클럽의 명칭과 클럽의 공식 색으로 된 작은 세 줄 방패가 있다.

## 경기장
포로 이탈리코에 위치한 스타디오 올림피코는 이탈리아 로마의 주요 경기장이다. 이곳은 지역 팀 SS 라치오와 AS 로마와 마찬가지로 이탈리아 축구 국가대표팀의 홈 경기장이기도 하다. 1937년에 개장하고 2008년에 리모델링한 이 경기장의 수용인원은 72,689 석이다. 이곳은 1960년 하계 올림픽 장소였던건 물론이고 1987년 세계 육상 선수권 대회, UEFA 유로 1980 결승전, 1990년 FIFA 월드컵 결승전이 열렸고 UEFA 챔피언스리그 결승전이 1996년, 2009년에 열렸다.
포로 이탈리코 역시도 1932년에 지어졌고 엔리코 델 데비오(Enrico Del Debbio)가 디자인한 스타디오 데이 마르미(Stadio Dei Marmi)에 있다. 그곳은 60인의 운동인들을 기념하여 이탈리아의 도시들로부터 기증된 60개의 백대리석 조각상이 윗단 부분에 일렬로 놓여있다.
1989-90 시즌에 라치오와 로마는 스타디오 올림피코의 개선 작업으로 인하여 로마 시의 플라미니오 지구에 위치한 스타디오 플라미니오에서 경기를 치뤘다.

## 서포터들과 라이벌들

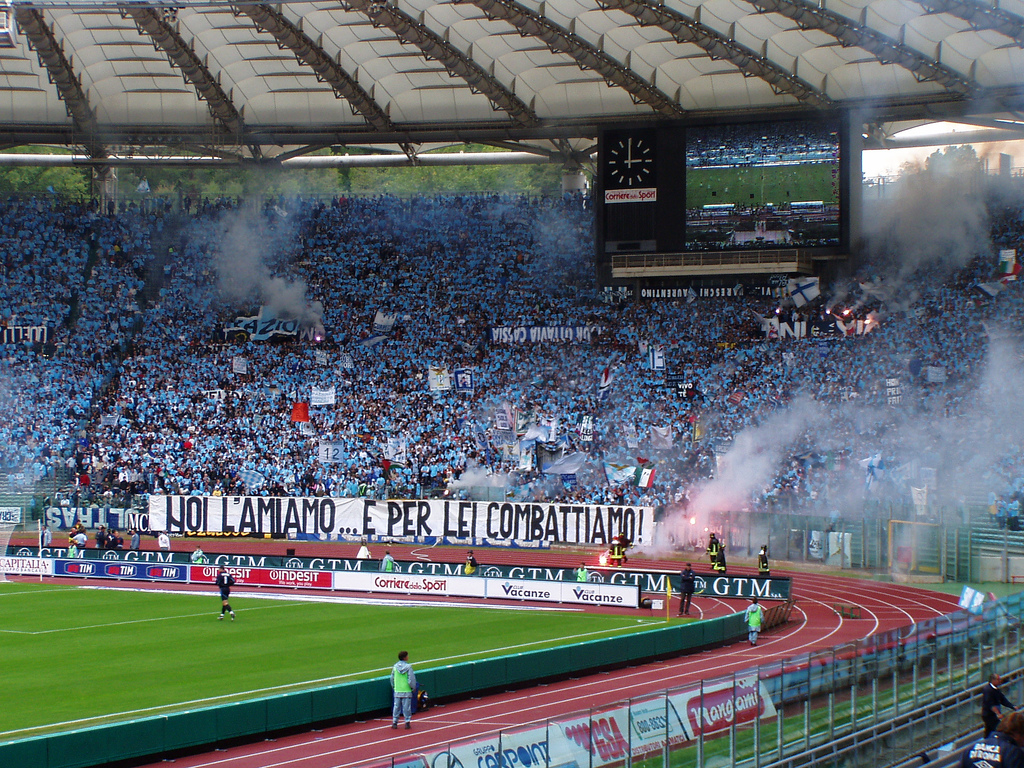
스타디오 올림피코의 쿠르바 노르드에 있는 SS 라치오의 팬들

라치오는 이탈리아 축구 클럽중에서 여섯 번째로 많은 서포터들을 지녔으며 로마에서는 두 번째로 많은 서포터들이 있으며, 이탈리아 축구 팬들붕에서 2% 가량이 라치오의 서포터들이다(2008년 8월 라 레푸블리카의 조사에 따르면). 역사적으로 로마 시의 라치오 서포터들의 대다수는 파리올리, 프라티, 플라미니오, 카시아, 몬테 마리오 같은 로마 시를 통과하는 아치 모양의 부유한 지역들로 이루어진 먼 북쪽 출신들이다.
1987년에 설립된 이리두치빌리 라치오(Irriducibili Lazio)는 20년이 지난 라치오의 가장 큰 울트라스 단체이다. 보통 그들이 전형적인 이탈리안 울트라스임을 보여줄 때는 데르비 델라 카피탈레이며, 그 경기는 라치오와 그들의 주적 AS 로마와의 경기다. 영어권 국가들에서는 로마 더비라고 부르며, 전 세계에서 가장 뜨겁고 감정적인 축구 라이벌들 중 하나이다. 라치오의 팬 빈첸초 파파렐리(Vincenzo Paparelli)는 1979-80 시즌 더비 경기에서 로마의 팬이 쏘아올린 비상 로켓에 눈이 맞아 살해당했다. 라치오는 나폴리와 리보르노와도 강한 라이벌 관계이다.
정반대로 라치오의 울트라스들은 인테르, 트리에스티나, 엘라스 베로나와 친선 관계이다.

## 통계와 기록
주세페 파발리는 16살이였던 1992년부터 2004년까지 401 경기를 뛰며 라치오의 공식 최다 출전자 기록을 갖고있다. 골키퍼로서 최다 출장 경기는 229경기에 출전한 루카 마르케자니이고, 반면에 리그 최다 경기 출전 기록은 339경기에 출전한 알도 푸치넬리다.
라치오의 최다 득점 기록을 보유한 사람은 148 골을 넣은 실비오 피올라다. 프로 베르첼리, 토리노, 유벤투스와 노바라에서 뛰기도 한 피올라는 274골을 넣으며 세리에 A 역사상 최다 득점 보유자다. 시모네 인차기가 유럽 클럽 대항전에서 20골로 라치오 최다 득점자이며, UEFA 챔피언스리그 단일 경기에서 4골을 넣은 다섯 선수들중 한 명이다. 톰마소 로키가 최근의 최다 득점자였다.
공식적인 라치오의 홈 경기 최다 관중수는 라치오가 첫 스쿠테토를 차지한 1974년 5월 12일 포자와 세리에 A 경기였으며 관중수는 약 8만명이다. 이 기록은 스타디오 올림피코에서 벌어진 일이며 AS 로마와 이탈리아 축구 국가대표팀이 포함된 기록이다.

## 선수단

### 현재 선수 명단
2025년 6월 30일 기준
참고: FIFA 자격 규정에 따라 소속된 국가대표팀 국기를 표시합니다. 선수는 복수의 FIFA 비회원국 국적을 가지고 있을 수 있습니다.
| 번호 | 포지션 | 국적       | 이름                  |
| ---- | ------ | ---------- | --------------------- |
| -    | GK     |            | 알레시오 푸를라네토   |
| -    | GK     |            | 흐리스토스 만다스     |
| -    | GK     |            | 이반 프로베델         |
| -    | DF     |            | 마리오 힐라           |
| -    | DF     |            | 사뮈엘 지고           |
| -    | DF     | 알바니아   | 엘세이드 히사이       |
| -    | DF     |            | 루카 펠레그리니       |
| -    | DF     | 몬테네그로 | 아담 마루시치 (3주장) |
| -    | DF     |            | 파트리크 (부주장)     |
| -    | DF     |            | 알레시오 로마뇰리     |
| -    | MF     | 크로아티아 | 토마 바시치           |

| 번호 | 포지션 | 국적       | 이름                                |
| ---- | ------ | ---------- | ----------------------------------- |
| -    | MF     | 나이지리아 | 피사요 델레바시루                   |
| -    | MF     |            | 마테오 겐두지                       |
| -    | MF     |            | 마누엘 라차리                       |
| -    | MF     |            | 니콜로 로벨라                       |
| -    | DF     | 포르투갈   | 누노 타바레스                       |
| -    | MF     | 우루과이   | 마티아스 베시노                     |
| -    | FW     |            | 페드로                              |
| -    | MF     |            | 마티아 자카니 (주장)                |
| -    | FW     |            | 타티 카스테야노스                   |
| -    | FW     | 세네갈     | 불라예 디아 (살레르니타나에서 임대) |
| -    | FW     |            | 티자니 노슬린                       |
| -    | FW     |            | 구스타우 이삭센                     |
| -    | FW     |            | 룸 차우나                           |

### 임대 선수 명단
참고: FIFA 자격 규정에 따라 소속된 국가대표팀 국기를 표시합니다. 선수는 복수의 FIFA 비회원국 국적을 가지고 있을 수 있습니다.
| 번호 | 포지션 | 국적     | 이름                                         |
| ---- | ------ | -------- | -------------------------------------------- |
| —    | DF     |          | 니콜로 카살레 (→ 볼로냐)                     |
| —    | DF     | 알제리   | 모하메드 파레스 (→ 판세라이코스)             |
| —    | DF     | 세르비아 | 디미트리예 카메노비치 (→ 이베르동)           |
| —    | DF     |          | 로마노 플로리아니 무솔리니 (→ 유베 스타비아) |
| —    | MF     |          | 마르쿠스 안토니우 (→ 상파울루)               |
| —    | MF     |          | 마르코 베르티니 (→ 아스콜리)                 |

| 번호 | 포지션 | 국적     | 이름                                      |
| ---- | ------ | -------- | ----------------------------------------- |
| —    | MF     |          | 다닐로 카탈디 (→ 피오렌티나)              |
| —    | FW     |          | 가브리엘레 아르티스티코 (→ 유베 스타비아) |
| —    | FW     |          | 마테오 칸첼리에리 (→ 파르마)              |
| —    | FW     |          | 발레리오 크레스피 (→ 쥐트티롤)            |
| —    | FW     | 포르투갈 | 사나 페르난드스 (→ NAC 브레다)            |

### 리저브 명단
참고: FIFA 자격 규정에 따라 소속된 국가대표팀 국기를 표시합니다. 선수는 복수의 FIFA 비회원국 국적을 가지고 있을 수 있습니다.
| 번호 | 포지션 | 국적 | 이름 |
| ---- | ------ | ---- | ---- |

### 영구 결번
12 - 2003–04 시즌에 클럽 서포터 (12번째 선수)를 위해 결번 됨.

## 현재 코칭 스태프
2024년 4월 19일 기준
| 직위          | 스태프                                |
| ------------- | ------------------------------------- |
| 감독          | 이고르 투도르                         |
| 수석코치      | 이반 야보치치                         |
| 골키퍼 코치   | 토미슬라브 로지지 크리스티아노 비오티 |
| 피트니스 코치 | 알레산드로 폰테 시모네 푸갈리         |

## 우승 감독들
다음 감독들은 라치오에 부임하여 최소한 한 개의 우승 트로피를 들어올린 이들이다.
| 이름                  | 부임 기간 | 트로피                                                                               |
| --------------------- | --------- | ------------------------------------------------------------------------------------ |
| 풀비오 베르나르디니   | 1958-1960 | 코파 이탈리아                                                                        |
| 후안 카를로스 로렌초  | 1968-1971 | 세리에 B                                                                             |
| 톰마소 마에스트렐리   | 1971-1975 | 세리에 A                                                                             |
| 스벤예란 에릭손       | 1997-2001 | 코파 이탈리아 2회, 수페르코파 이탈리아나 2회, 세리에 A, UEFA컵 위너스컵, UEFA 슈퍼컵 |
| 로베르토 만치니       | 2002-2004 | 코파 이탈리아                                                                        |
| 델리오 로시           | 2005-2009 | 코파 이탈리아                                                                        |
| 다비데 발라르디니     | 2009-2010 | 수페르코파 이탈리아나                                                                |
| 블라디미르 페트코비치 | 2012-2013 | 코파 이탈리아                                                                        |
| 시모네 인차기         | 2016-2021 | 수페르코파 이탈리아, 코파 이탈리아                                                   |

## 기업으로서 라치오
세르조 크라뇨티가 구단주로 있던 1998년에, SS 라치오는 이탈리아 축구클럽으로는 처음으로 주식회사가 됐다. 최근에 라치오 주식은 66.692%를 소유한 클라우디오 로티토와 다른 주주들이 33.308%를 소유하고 있다. 유벤투스와 로마와 함께, 라치오는 보르사 이탈리아나 (이탈리아 증권거래소)에 상장을 한 세 이탈리아 클럽 중 하나이다. 증권거래소에 상장을 한 두 클럽과는 다르게 라치오에게는 상당한 대주주가 있다. 딜로이트 자문가들이 세운 딜로이트 풋볼 머니 리그에 따르면, 2004-2005 시즌 라치오는 견적수입이 8천3백만 유로로 세계에서 20번째로 수입이 많은 축구 클럽이였다고 한다.
라치오는 주주들의 경제 지원으로 자급자립하는 일부 클럽중 하나였다. 최근 시즌 총수익: 2005-06 €16,790,826, 2006–07 €99,693,224 (SS 라치오의 마켓팅과 커뮤니케이션 창조로 인한 놀라운 수입에 따른것), 2007–08, €6,263,202, 2008–09, €1,336,576, 2009–10, €300,989, 2010–11, €670,862, 2011–12, €580,492

## 용품 스폰서와 유니폼 광고 스폰서
- 델몬트 푸즈

## 수상 기록

### 국내 대회
- 이탈리아 챔피언: 2

1973-74, 1999-00
- 코파 이탈리아: 7

1958, 1997-98, 1999-00, 2003-04, 2008-09, 2012-13, 2018-19
- 수페르코파 이탈리아나: 5

1998, 2000, 2009, 2017, 2019
- 세리에 B: 1

1968-69

### 국제 대회
- UEFA 컵위너스컵: 1

1998-99
- UEFA 슈퍼컵: 1

1999
- 코파 델레 알피: 1

1971

### 훈장
- CONI 체육 훈장 금성장: 1967
- CONI 체육 훈장 황금장: 2002

## 기록 및 통계

### 대회 기록

#### 리그 대회
| 등급 | 리그                  | 참가 횟수 | 데뷔 시즌 | 마지막 시즌 | 총계 |
| ---- | --------------------- | --------- | --------- | ----------- | ---- |
| 1부  | 프리마 카테고리아     | 5회       | 1912-13   | 1920-21     | 92회 |
| 1부  | 프리마 디비시오네     | 5회       | 1921-22   | 1925-26     | 92회 |
| 1부  | 디비시오네 나치오날레 | 3회       | 1927-28   | 1945-46     | 92회 |
| 1부  | 세리에 A              | 79회      | 1929-30   | 2021-22     | 92회 |
| 2부  | 프리마 디비시오네     | 1회       | 1926-27   | 1926-27     | 12회 |
| 2부  | 세리에 B              | 11회      | 1961-62   | 1987-88     | 12회 |

#### 컵 대회
| 대회                  | 참가 횟수 | 데뷔 시즌 | 마지막 시즌 | 총계 |
| --------------------- | --------- | --------- | ----------- | ---- |
| 코파 이탈리아         | 73회      | 1935-16   | 2020-21     | 73회 |
| 수페르코파 이탈리아나 | 8회       | 1998      | 2019        | 8회  |
| 챔피언스리그          | 7회       | 1999-2000 | 2020-21     | 7회  |
| 유러피언컵위너스컵    | 1회       | 1998-99   | 1998-99     | 1회  |
| UEFA컵                | 10회      | 1973-74   | 2004-05     | 19회 |
| 유로파리그            | 9회       | 2009-10   | 2021-22     | 19회 |
| UEFA 슈퍼컵           | 1회       | 1999      | 1999        | 1회  |
| 인터토토컵            | 1회       | 2005      | 2005        | 1회  |

#### 국내 대회
세리에 A
라치오는 최상위 리그에 91회 참가했으며, 그 중 세리에 A에 78회 참가하여, 총 12회 메달권에 들었다.:
- 2회 우승 (1973-74, 1999-00)
- 3회 준우승 (1936-37, 1994-95, 1998-99)
- 7회 3위 (1955-56, 1956-57, 1972-73, 1995-96, 2000-01, 2006-07, 2014-15)

세리에 B
라치오는 세리에 B에 총 12회 참가하여, 그 중 세리에 B에 11회 참가하여, 5번 승격을 이뤘다.:
- 1회 우승 (1968-69)
- 3회 준우승 (1962-63, 1971-72, 1982-83)
- 1회 승격 (1987-88

코파 이탈리아
라치오는 코파 이탈리아에 총 72회 참가하여 결승전에 10번 진출했다.:
- 7회 우승 (1958, 1997-98, 1999-00, 2003-04, 2008-09, 2012-13, 2018-19)
- 3회 준우승 (1960-61, 2014-15, 2016-17)

수페르코파 이탈리아나
라치오는 수페르코파 이탈리아나에 총 8회 참가했다.:
- 4회 우승 (1998, 2000, 2009, 2017)
- 3회 준우승 (2004, 2013, 2015)

#### 국제 대회
챔피언스리그/유러피언컵
라치오는 챔피언스리그에 7회 참가했다:
유러피언컵위너스컵
라치오는 유러피언컵위너스컵에 1회 참가했으며, 총 1회 우승했다:
- 1회 우승 (1998-99)

유로파리그/UEFA컵
라치오는 유로파리그(구 UEFA컵)에 19회 참가했으며, 총 2회 4위권에 들었다:
- 1회 결승 진출 (1997-98)
- 1회 준결승 진출 (2002-03)

UEFA 슈퍼컵
라치오는 UEFA 슈퍼컵에 1회 참가했으며, 총 1회 우승했다:
- 1회 우승 (1999)

인터토토컵
라치오는 인터토토컵에 1회 참가했으며, 준결승전에 1회 진출했다:
- 1회 준결승 진출 (2005)